# Wikipedia w języku suazi
Wikipedia w języku suazi (sua. Wikipedia siSwati) – edycja Wikipedii w języku suazi, jednym z dwóch języków urzędowych Eswatini i jedenastu języków urzędowych RPA.
Wikipedia posiada 1049 artykuły, co stawia ją na 303. miejscu (stan na dzień 21.02.2024) spośród wszystkich wersji językowych Wikipedii.
Wszystkich stron na tej wersji językowej było 3172, a aktywnych użytkowników 27.